# Cucullia africana
Cucullia africana är en fjärilsart som beskrevs av Aurivillius 1879. Cucullia africana ingår i släktet Cucullia och familjen nattflyn. Inga underarter finns listade i Catalogue of Life.